# Germinal (quotidien français)
Pour les articles homonymes, voir Germinal (homonymie).
Germinal est un journal quotidien républicain de tendance radicale-socialiste publié entre janvier et septembre 1893.

## Histoire
Fondé à la fin de l'année 1892 en vue des élections législatives de 1893, Germinal a pour directeur politique Adolphe Maujan, député radical de la Seine. Son rédacteur en chef est Paschal Grousset, jusqu'alors directeur de La Bouche de fer, et son secrétaire de rédaction est Gonzague Privat.
Dans l'article-programme du premier numéro, mis en vente le 28 janvier et daté du lendemain, Maujan place son journal sous l'égide du « parti républicain socialiste ». Sa devise est : « Tout pour la République ! ». Les affiches annonçant sa parution contiennent des éléments programmatiques : « réforme générale de l'impôt », « suppression des octrois », « retraite des travailleurs » et « révision constitutionnelle et administrative ».
Le 7 juin, le journal La Grande Bataille de Lissagaray est fusionné dans le Germinal. 
Maujan ayant été battu, le journal cesse de paraître peu de temps après les élections législatives, le 6 septembre 1893. Le service des abonnés est repris par Le Radical.

## Collaborateurs
- Alfred Antenac[4]
- Georges Bertillon[5]
- Anatole Cerfberr[6]
- Eugène Clisson[7]
- Léon Daudet[8]
- Albert Dayrolles[9]
- Ernest Depré[10]
- Charles Durieu[11]
- Paul Espéron[12]
- Alfred Léon Gérault-Richard[13]
- Paschal Grousset[1]
- Armand Guilmot[14]
- René Lebaut[15]
- M.-J. Le Coq[16]
- Gaston Labat[17]
- Georges Lefèvre (d)[18]
- Henri Le Verdier[19]
- Prosper-Olivier Lissagaray[2]
- Pierre Lormont[20]
- Adolphe Maujan[1]
- Gonzague Privat[1]
- Paul Serey[1]
- Charles Sibillot[5]
- Michel Thivars[21]
- Albert Tournier[22]
- Henry Vaudémont[23]